# Vault

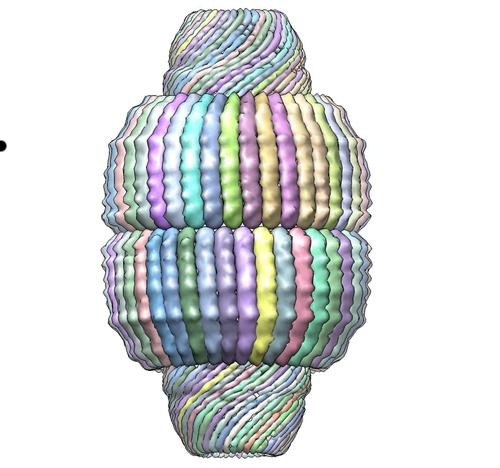
Rappresentazione di Vault di topo

Il Vault è una ribonucleoproteina presente nelle cellule eucariote la cui funzione è ancora sconosciuta, sebbene vi siano alcune ipotesi.
Fu scoperto e successivamente isolato dalla biologa Nancy Kadersha e dal biochimico Leonard Rome della " UCLA School of Medicine " negli anni '80. I vault sono proteine citoplasmatiche che devono il loro nome alla loro somiglianza con le volte di una cattedrale. 
Sono presenti in molti tipi di cellule eucariote e sembrerebbe che essi si siano ben conservati tra gli eucarioti. I vault possono far parte delle zattere lipidiche nelle quali possono svolgere un ruolo di difesa contro agenti patogeni.

## Morfologia
I vault sono grandi ribonucleoproteine delle dimensioni di circa 3 volte un ribosoma e pesanti approssimativamente 12MDa. Sono stati trovati in diverse cellule eucariote.
Misurano fra i 26 nm e i 49 nm al microscopio elettronico e fra i 35 nm e i 59 nm al microscopio elettronico a scansione ( STEM ).
I vault sono costituiti principalmente di proteine, rendendo perciò difficile marcarli con le tecniche tradizionali.
La struttura proteica consiste in tante Proteine Principali del Vault o MVP ( Major Vault Proteins ) legate ognuna a due proteine secondarie (minor vault proteins). Due grandi complessi di queste proteine si associano fra di loro a formare un barilotto. Possono contenere brevi filamenti di RNA di circa 88-141 basi.

## Funzione
Sebbene non ancora del tutto chiaro, i vault sono stati associati al complesso dei pori nucleari e la loro forma ottagonale sembra confermare ciò. Questo ha fatto pensare che la loro funzione possa essere quella del trasporto di molecole, come l'mRNA, dal nucleo verso varie parti del citoplasma. Potrebbero anche essere coinvolti nella sintesi proteica.

## Collegamenti alla chemioterapia
Negli anni '90 la ricerca scoprì che i vault, in particolare le MVP, erano maggiormente concentrate nei pazienti affetti da cancro, ai quali era stata diagnosticata una resistenza multifarmaco che si traduceva in una resistenza al trattamento mediante chemioterapici. 
Sebbene non ci siano prove che un aumento del numero di vault dia resistenza ai farmaci, questo potrebbe essere un punto di partenza per nuove ricerche con la speranza di scoprire i meccanismi che regolano la resistenza ai farmaci nelle cellule tumorali e così migliorare i farmaci anticancro.

## Conservazione durante l'evoluzione
I vault sono stati rilevati nei mammiferi, negli anfibi, negli uccelli e nel Dictyostelium discoideum. Un modello proteico simile a quello dei vault è stato trovato in Paramecium tetraurelia, nei Kinetoplastidi, in molti vertebrati, in Nematostella vectensis, nei molluschi, in Trichoplax adhaerens, nei platelminti, in Echinococcus granulosus e nei coanoflagellati.
Sono inoltre state osservate alcune specie di eucarioti in cui l'MVP sembrerebbe non apparire. Fra queste ci sono: Arabidopsis, Caenorhabditis elegans, Drosophila melanogaster, Saccharomyces cerevisiae.
Queste 4 specie sono organismi modello per piante, nematodi e genetica animale e micologica. A parte queste eccezioni, l'alto grado di similitudine degli organismi che li possiedono implica una certa importanza a livello evolutivo.